# Вишеватка
Вишеватка (пол. Wyszowatka) — лемківське село в Польщі, у гміні Кремпна Ясельського повіту Підкарпатського воєводства.
Населення — 130 осіб (2011).

## Розташування
Лежить у Низьких Бескидах. Через село пролягає дорога від воєводської дороги № 992 до воєводської дороги № 977, яка з'єднує Вишеватку з Пантною через Криве.

## Історія
Вперше село згадується в 1595 р., коли тут було господарство солтиса і напівгосподарство волоське.
Тилявська схизма призвела до переходу до Польської православної церкви більшої частини жителів: станом на 1936 рік в селі проживали 41 греко-католик і 178 православних.
Під час Другої світової війни в селі було переважно лемківське населення: з 250 жителів села — 245 українців і 5 євреїв.
До 1945 р. село належало до греко-католицької парохії Граб Дуклянського деканату, до якої також входила і Ожинна. Метричні книги провадились від 1784 р.
Село було дуже знищене під час Другої світової війни, оскільки входило до німецької оборонної лінії. У 1945 році частину мешканців села було переселено на схід України, а решту (11 осіб) в 1947 році між 25 і 31 травня в результаті операції «Вісла» було депортовано на понімецькі землі Польщі, на їх місце поселені поляки.
У 1975-1998 роках село належало до Кросненського воєводства.

## Демографія
Демографічна структура станом на 31 березня 2011 року:
|          | Загалом | Допрацездатний вік | Працездатний вік | Постпрацездатний вік |
| -------- | ------- | ------------------ | ---------------- | -------------------- |
| Чоловіки | 67      | 8                  | 59               | 0                    |
| Жінки    | 63      | 10                 | 45               | 8                    |
| Разом    | 130     | 18                 | 104              | 8                    |